# Myrice transiens
Myrice transiens là một loài bướm đêm trong họ Geometridae.